# Ceratocorys reticulata
Ceratocorys reticulata is een soort in de taxonomische indeling van de Myzozoa, een stam van microscopische parasitaire dieren. Het organisme komt uit het geslacht Ceratocorys en behoort tot de familie Ceratocoryaceae. Ceratocorys reticulata werd in 1942 ontdekt door Graham.